# Mopalia ciliata
Mopalia ciliata är en blötdjursart som först beskrevs av Sowerby 1840.  Mopalia ciliata ingår i släktet Mopalia och familjen Mopaliidae. Inga underarter finns listade i Catalogue of Life.